# Tetrarhanis laminifer
Tetrarhanis laminifer är en fjärilsart som beskrevs av Clench 1965. Tetrarhanis laminifer ingår i släktet Tetrarhanis och familjen juvelvingar. Inga underarter finns listade i Catalogue of Life.